# Quản (họ)
Quản (chữ Hán: 管, Bính âm: Guan) là một họ của người ở vùng Văn hóa Đông Á, chủ yếu là ở Việt Nam và Trung Quốc.
Tại Trung Quốc trong danh sách Bách gia tính họ này xếp thứ 166.

## Người Việt Nam họ Quản có danh tiếng
- Quản Phác đỗ tiến sĩ năm Hồng Đức thứ 15 (1484)
- Quản Danh Dương đỗ tiến sĩ năm Vĩnh Thịnh thứ 6 (1710)
- Quản Dĩnh đỗ tiến sĩ năm Bảo Thái thứ 8 (1727)
- Quản Đình Du đỗ tiến sĩ năm Vĩnh Khánh thứ 3 (1731)
- Quản Trọng Hoàng (1904–1942) Năm 1938, khi Liên tỉnh ủy miền Tây thành lập, Quản Trọng Hoàng được cử làm Phó bí thư, đến năm 1937, được cử làm Bí thư Liên tỉnh ủy Hậu Giang.
- Quản Trọng Hùng, cựu cầu thủ bóng đá và cựu huấn luyện viên của Câu lạc bộ Thể Công
- Quản Minh Cường, Phó Trưởng Ban Tổ chức Trung ương
- Quản Hân, á hậu, MC Việt Nam

## Người Trung Quốc họ Quản có danh tiếng
- Quản Trọng, tên thật là Quản Di Ngô, danh thần nước Tề thời Xuân Thu.
- Quản Ninh, ẩn sĩ thời Tam Quốc.
- Quản Hợi, tướng thời Tam Quốc.
- Quản Lộ, thầy bói thời Tam Quốc.
- Quản Đạo Thăng, nữ thi sĩ thời nhà Nguyên.